# Robert Orris Blake
Robert Orris Blake (* 7. April 1921 in Los Angeles, Kalifornien; † 28. Dezember 2015 in Washington, D.C.) war ein US-amerikanischer Diplomat, der unter anderem zwischen 1971 und 1973 Botschafter der Vereinigten Staaten in Mali war. In seinem Ruhestand engagierte er sich für Natur- und Umweltschutzprojekte.

## Leben
Robert Orris Blake absolvierte nach dem Schulbesuch ein grundständiges Studium an der Stanford University, welches er 1943 mit einem Bachelor of Arts beendete. Er trat der akademischen Ehrengesellschaft Phi Beta Kappa bei und leistete von 1943 bis 1946 Militärdienst in der US Navy, wobei er während des Zweiten Weltkrieges im Pazifikkrieg als Offizier auf dem Leichten Kreuzer Duluth eingesetzt war. Nach Kriegsende begann er 1946 ein Studium an der Paul H. Nitze School of Advanced International Studies (SAIS) der Johns Hopkins University, das er 1947 mit einem Master of Arts (MA) abschloss.
Er trat 1947 als Foreign Service Officer in den diplomatischen Dienst des Außenministeriums und fand in den folgenden Jahren zahlreiche Verwendungen im Ministerium sowie an Auslandsvertretungen. Er war zunächst von 1947 bis 1949 Vizekonsul in Managua sowie daraufhin von 1951 bis 1952 Konsul in Moskau, zwischen 1952 und 1954 Konsul in Tokio sowie von 1957 bis 1960 Konsul in Tunesien. Nach seiner Rückkehr nach Washington, war er im Außenministerium Referent für die Sowjetunion. Er sprach Russisch und war während der Kubakrise (14. bis 28. Oktober 1962) als Experte für die Sowjetunion in der Ständigen Vertretung der USA bei den Vereinten Nationen tätig. Danach war er als Botschaftsrat für politische Angelegenheiten an der Botschaft in Tunesien tätig und fungierte des Weiteren als Deputy Chief of Mission als Ständiger Vertreter und Stellvertreter des Botschafters in der Demokratischen Republik Kongo sowie in Frankreich.
Am 10. Dezember 1970 wurde Blake zum Botschafter der Vereinigten Staaten in Mali ernannt, wo er am 8. Januar 1971 als Nachfolger von G. Edward Clark seine Akkreditierung übergab. Er verblieb auf diesem Posten bis zum 20. Mai 1973, woraufhin Ralph J. McGuire ihn ablöste.
1977 schied er nach dreißig Dienstjahren aus dem diplomatischen Dienst und trat als Senior Fellow dem in London ansässigen International Institute for Environment and Development (IIED) bei und leitete dessen Interessenvertretung in Washington, D.C., wo er die Tropenwald-Aktionsgruppe (Tropical Forest Action Group) organisierte, die US-Behörde für internationale Entwicklung USAID (United States Agency for International Development) davon überzeugte, seine Mittel für die Abholzung tropischer Wälder in Lateinamerika für Rinderfarmen zurückzuziehen. Blake, der sich auch für den Council on Foreign Relations (CFR) und das 1982 gegründete World Resources Institute (WRI) engagierte, gründete 1986 das Komitee für landwirtschaftliche Nachhaltigkeit für Entwicklungsländer (Committee on Agricultural Sustainability for Developing Countries), das daran arbeitete, die Agrar- und ländliche Entwicklungspolitik und -programme der Weltbank, von USAID und der Interamerikanischen Entwicklungsbank (IDB) zu beeinflussen. Er war außerdem Vorstandsmitglied von zahlreichen Umweltschutzorganisationen wie Natural Resources Defense Council (NRDC), The Wilderness Society, The Nature Conservancy (TNC), dem Natural Resources Council of Maine (NRCM) und dem Maine Coast Heritage Trust.
Blake war vom 28. Juli 1956 bis zu seinem Tode am 28. Dezember 2015 mit Sylvia Whitehouse verheiratet. Aus dieser Ehe gingen zwei Söhne und zwei Töchter hervor, darunter der Diplomat Robert Orris Blake Jr. (* 1957), der unter anderem zwischen 2006 und 2009 Botschafter der Vereinigten Staaten in Sri Lanka, von 2009 bis 2013 im Außenministerium Leiter der Unterabteilung Südasien und Zentralasien (Assistant Secretary of State for South and Central Asian Affairs) sowie zwischen 2014 und 2016 als Botschafter in Indonesien war. Nach seinem Tode durch Prostatakrebs wurde er auf dem Nationalfriedhof Arlington beigesetzt.